# 马殷
楚武穆王马殷（852年—930年12月2日），字霸图，许州鄢陵县（今河南鄢陵）人，五代十国时期南楚开国君王。

## 生平
马殷早年家贫，以木匠为業，后投入秦宗权军中，属孙儒部下，随孙儒渡淮攻下扬州。唐僖宗光启三年（887年），秦宗权派其弟秦宗衡为主将，孙儒为副将，将兵三万，南下渡过淮河，同杨行密争夺扬州。不久，孙儒杀秦宗衡，自立为帅，号“土团白条军”。
唐昭宗大順二年（891年），马殷受命率军击败杨行密部将田頵，随刘建锋镇守常州，后被调往宣州（今属安徽）参与围攻杨行密。景福元年（892年），孙儒兵败，战死军中，刘建锋和马殷率残军7000人逃走。其后，马殷作为刘建锋的先锋，一路攻占洪州、潭州等城。乾寧三年（896年）四月，刘建锋为部将陈赡所杀，马殷被众将推举为主，唐朝任其为湖南留後、判湖南軍府事。光化元年（898年）又授为武安军节度使。天復三年（903年），杨行密派刘存攻打鄂州（今武昌）的杜洪，马殷派秦彦晖、许德勋以舟兵救之，但同时又派许德勋与武贞军节度使雷彦威部将欧阳思联手，趁荆南节度使成汭出救杜洪之机洗劫其军府江陵，导致成汭军心涣散，最终被杨行密部将李神福所败而投水自杀。天祐二年（905年），杜洪败死，刘存等攻马殷，马殷便沿江布防，埋下伏兵，双方激战甚烈，刘存战死，马殷夺下岳州（今岳阳）。
后梁开平元年（907年），朱温封马殷为楚王，都于潭州（今长沙），开平四年（910年）六月加封“天策上将军”。后唐灭后梁后，明宗天成二年（927年）六月又册封为楚國王，同年八月冊封使至，马殷乃建立楚国，立宮殿、置百官，以潭州为都城，改名长沙府，使用后唐年号。
马殷在位期间，采取“上奉天子，下奉士民”的策略即保境安民的政策，自其于897年占据湖南后，很少主动对外交战，之后与杨吴的几次战争也是对方先发动进攻的，对于北边的荆南，也只进行了相当有限的战争。马殷对内采取措施发展农业生产，减轻百姓的赋税，“不征商旅，由是四方商旅輻凑”。他下令百姓可以用帛代替钱交纳赋税，减少了官吏加重赋税的机会，並且促进了湖南的桑蚕业的发展。因而楚国的经济非常繁荣。
長興元年十一月十日（930年12月2日），马殷去世，時年79歲，遺命諸子兄弟相繼。后唐明宗罷朝三天，下诏赐马殷谥号武穆王。马殷次子马希声利用身为节度副使掌权的职务之便，秘密遣其大将欧弘练矫称父命，请求后唐朝廷立他继任为节帅，于是自称留后，遵从父亲的遗命，不再称楚国，而是降低规格，恢复了节度使的称号，将楚政权延续了二十一年。

## 百官
927年，马殷为楚国王，设立百官
- 马賨 静江军节度使
- 马希振 武顺军节度使
- 马希声 武安军节度副使、判长沙府
- 姚彦章 左丞相
- 许德勋 右丞相
- 李铎 司徒
- 崔颖 司空
- 拓跋恒 仆射
- 马珙 尚书
- 张彦瑶、张迎 判机要司（枢密院）
- 潘起 吏部侍郎
- 何致雍 户部侍郎
- 黄损 兵部侍郎

## 評價
- 吳任臣：國家之興，豈不藉有師武臣力哉？武穆奮跡行伍之中，龍驤前驅，司馬推轂，此固屬有天幸，而瓊之驍悍，鬱之謀畫，德勳以威斷稱，彥暉以果毅著，環則智深勇沉，恆則慷慨切直，皆一代將相才也。攀鱗附翼，共啓霸圖，遂爾據湘潭，跨桂嶺，南抵柳、連，北震江、漢，假非渤海逼處於門户，彭城密邇於比鄰，偏方之大勢成矣。奈何克家無人，適符眾駒爭棧之言，功臣冤死，國亦隨衰，垂裕後昆，武穆其有慚德焉[4]。
- 陶岳：唐末馬殷據湖南，稱楚王，奢侈僭傲，諸院王子僕從烜赫，文武之道，未嘗留意，時謂之酒囊飯袋[5]。
- 周羽翀：殷寬厚大度，得士死力[6]。

## 家庭

### 妻
- 某氏，馬希振母

### 妾
- 袁夫人，馬希聲、馬希旺母
- 陈夫人，马希範、馬希廣母
- 华夫人，馬希杲母

### 子女

#### 子
- 长子 武順節度使 馬希振，出家为道士
- 次子 衡陽王 馬希聲
- 四子 文昭王 馬希範
- 親從都指揮使 馬希旺，933年卒
- 靜江節度使同平章事 馬希杲，945年被馬希範毒杀
- 靜江軍節度使 馬希瞻，949年卒
- 馬希崇
- 左屯衛大將軍 馬希能
- 千牛衛大將軍 馬希貫
- 節度使行軍司馬 馬希濬
- 節度使行軍司馬 馬希知
- 三十子 恭孝王 馬希萼
- 靜江節度使副使 馬希隱
- 節度使行軍司馬 馬希朗
- 三十五子 廢王 馬希廣

- 餘子失名。按《十国春秋》，马殷至少有三十五子。

#### 女
- 南汉劉龑马皇后
- 吴越王钱镠子錢傳璛妻

## 影視形象

### 電視劇
| 年份   | 地區         | 作品         | 演員 |
| 2011年 | 中國湖南衛視 | 《倾世皇妃》 | 刘永 |

## 延伸阅读
[在维基数据编辑]
 《舊五代史/卷133》，出自薛居正《舊五代史》